# Hilary Koprowski
Hilary Koprowski (Varsovia, Polonia, 5 de diciembre de 1916 - Filadelfia, USA, 11 de abril de 2013) fue un virólogo e inmunólogo, inventor de la primera vacuna efectiva contra la poliomielitis. Para ésta utilizó la administración oral del virus de la polio atenuado.
Según recientes versiones y diversas teorías alternativas como la de Edward Hooper, Koprowski involuntariamente pudo haber transferido el virus de inmunodeficiencia humana a partir de las pruebas realizadas con la vacuna CHATT (amplificada en riñones de monos africanos) a finales de los años 50 en el Congo Belga.